# Championnat d'Uruguay de football 2000
Navigation
Saison précédente Saison suivante
La saison 2000 du Championnat d'Uruguay de football est la quatre-vingt-dix-huitième édition du championnat de première division en Uruguay. Les dix-huit meilleurs clubs du pays sont regroupés au sein d'une poule unique, la Primera División, où ils s'affrontent lors de deux tournois saisonniers. Les vainqueurs de chaque tournoi s’affrontent en finale nationale pour le titre. 
C'est le Club Nacional de Football qui est sacré champion d'Uruguay cette saison après avoir remporté le tournoi Ouverture puis battu le tenant du titre, Club Atlético Peñarol, vainqueur du tournoi Clôture, en finale. C'est le 37e titre de champion d'Uruguay de l’histoire du club.

## Qualifications continentales
Le champion d'Uruguay est automatiquement qualifié pour la Copa Libertadores 2001. C'est par le biais de la Liguilla que l'on connaît les deux autres équipes qualifiées pour la Copa Libertadores. Deux formations prennent également part à la Copa Mercosur 2001.

## Les clubs participants
| - Club Atlético Peñarol - Defensor Sporting Club - Club Nacional de Football - Paysandú Bella Vista - Club Social y Deportivo Huracán Buceo - CA River Plate - Tacuarembó Fútbol Club - Club Social y Deportivo Frontera Rivera Chico - Racing Club de Montevideo - Promu de D2 | - Danubio Fútbol Club - Club Atlético Bella Vista - Liverpool Fútbol Club - Rocha Fútbol Club - Promu de D2 - Club Deportivo Maldonado - Club Atlético Rentistas - Club Atlético Cerro - Club Atlético Juventud - Promu de D2 - Club Social y Deportivo Villa Española - Promu de D2 |

## Compétition

### Classement
Le barème utilisé pour établir le classement est le suivant :
- Victoire : 3 points
- Match nul : 1 point
- Défaite : 0 point

| Rang | Équipe                     | Pts | J  | G  | N | P  | Bp | Bc | Diff |
| ---- | -------------------------- | --- | -- | -- | - | -- | -- | -- | ---- |
| 1    | Club Nacional de Football  | 44  | 17 | 14 | 2 | 1  | 42 | 14 | +28  |
| 2    | Danubio Fútbol Club        | 36  | 17 | 11 | 3 | 3  | 45 | 22 | +23  |
| 3    | Defensor Sporting Club     | 36  | 17 | 11 | 3 | 3  | 40 | 22 | +18  |
| 4    | Club Atlético PeñarolT     | 36  | 17 | 11 | 3 | 3  | 39 | 26 | +13  |
| 5    | Club Atlético Cerro        | 28  | 17 | 8  | 4 | 5  | 39 | 30 | +9   |
| 6    | Club Atlético Rentistas    | 28  | 17 | 8  | 4 | 5  | 31 | 24 | +7   |
| 7    | Club Atlético Bella Vista  | 23  | 17 | 6  | 5 | 6  | 29 | 27 | +2   |
| 8    | Tacuarembó Fútbol Club     | 23  | 17 | 5  | 8 | 4  | 21 | 23 | -2   |
| 9    | Club Deportivo Maldonado   | 22  | 17 | 7  | 1 | 9  | 25 | 32 | -7   |
| 10   | Club Atlético River Plate  | 18  | 17 | 4  | 6 | 7  | 30 | 32 | -2   |
| 11   | Racing Club de MontevideoP | 18  | 17 | 5  | 3 | 9  | 25 | 33 | -8   |
| 12   | Club Atlético JuventudP    | 18  | 17 | 4  | 6 | 7  | 17 | 25 | -8   |
| 13   | Rocha Fútbol ClubP         | 18  | 17 | 4  | 6 | 7  | 30 | 41 | -11  |
| 14   | Liverpool Fútbol Club      | 18  | 17 | 5  | 3 | 9  | 19 | 30 | -11  |
| 15   | Paysandú Bella Vista       | 17  | 17 | 5  | 2 | 10 | 22 | 30 | -8   |
| 16   | Frontera Rivera Chico      | 15  | 17 | 4  | 3 | 10 | 25 | 39 | -14  |
| 17   | Villa EspañolaP            | 14  | 17 | 3  | 5 | 9  | 24 | 40 | -16  |
| 18   | Huracán Buceo              | 12  | 17 | 3  | 3 | 11 | 20 | 33 | -13  |

| Rang | Équipe                     | Pts | J  | G  | N | P  | Bp | Bc | Diff |
| ---- | -------------------------- | --- | -- | -- | - | -- | -- | -- | ---- |
| 1    | Club Atlético PeñarolT     | 42  | 16 | 13 | 3 | 0  | 35 | 11 | +24  |
| 2    | Defensor Sporting Club     | 40  | 16 | 12 | 4 | 0  | 44 | 13 | +31  |
| 3    | Club Nacional de Football  | 37  | 16 | 11 | 4 | 1  | 28 | 11 | +17  |
| 4    | Danubio Fútbol Club        | 28  | 16 | 7  | 7 | 2  | 36 | 15 | +21  |
| 5    | Tacuarembó Fútbol Club     | 25  | 16 | 7  | 4 | 5  | 23 | 17 | +6   |
| 6    | Club Atlético River Plate  | 22  | 16 | 6  | 4 | 6  | 25 | 30 | -5   |
| 7    | Club Atlético Cerro        | 20  | 16 | 5  | 5 | 6  | 23 | 24 | -1   |
| 8    | Racing Club de MontevideoP | 20  | 16 | 5  | 5 | 6  | 21 | 24 | -3   |
| 9    | Club Atlético Bella Vista  | 19  | 16 | 5  | 4 | 7  | 27 | 34 | -7   |
| 10   | Club Atlético Rentistas    | 17  | 16 | 4  | 5 | 7  | 15 | 23 | -8   |
| 11   | Club Atlético JuventudP    | 16  | 16 | 4  | 4 | 8  | 18 | 23 | -5   |
| 12   | Paysandú Bella Vista       | 15  | 16 | 3  | 6 | 7  | 18 | 24 | -6   |
| 13   | Huracán Buceo              | 14  | 16 | 3  | 5 | 8  | 17 | 26 | -9   |
| 14   | Club Deportivo Maldonado   | 14  | 16 | 3  | 5 | 8  | 17 | 27 | -10  |
| 15   | Frontera Rivera Chico      | 14  | 16 | 4  | 2 | 10 | 21 | 37 | -16  |
| 16   | Rocha Fútbol ClubP         | 14  | 16 | 4  | 2 | 10 | 20 | 36 | -16  |
| 17   | Liverpool Fútbol Club      | 13  | 16 | 2  | 7 | 7  | 12 | 25 | -13  |
|      | Villa EspañolaP forfait    |     |    |    |   |    |    |    |      |

### Match pour le titre
| Équipe 1                  | Résultat | Équipe 2              | Aller | Retour |
| ------------------------- | -------- | --------------------- | ----- | ------ |
| Club Nacional de Football | 2 - 1    | Club Atlético Peñarol | 1 - 0 | 1 - 1  |

### Classement cumulé
| Rang | Équipe                     | Pts | J  | G  | N  | P  | Bp | Bc | Diff |
| ---- | -------------------------- | --- | -- | -- | -- | -- | -- | -- | ---- |
| 1    | Club Nacional de Football  | 81  | 33 | 25 | 6  | 2  | 70 | 25 | +45  |
| 2    | Club Atlético PeñarolT     | 78  | 33 | 24 | 6  | 3  | 74 | 37 | +37  |
| 3    | Defensor Sporting Club     | 76  | 33 | 23 | 7  | 3  | 84 | 35 | +49  |
| 4    | Danubio Fútbol Club        | 64  | 33 | 18 | 10 | 5  | 81 | 37 | +44  |
| 5    | Club Atlético Cerro        | 48  | 33 | 13 | 9  | 11 | 62 | 54 | +8   |
| 6    | Tacuarembó Fútbol Club     | 48  | 33 | 12 | 12 | 9  | 44 | 40 | +4   |
| 7    | Club Atlético Rentistas    | 45  | 33 | 12 | 9  | 12 | 46 | 47 | -1   |
| 8    | Club Atlético Bella Vista  | 42  | 33 | 11 | 9  | 13 | 56 | 61 | -5   |
| 9    | Club Atlético River Plate  | 40  | 33 | 10 | 10 | 13 | 55 | 61 | -6   |
| 10   | Racing Club de MontevideoP | 38  | 33 | 10 | 8  | 15 | 46 | 57 | -11  |
| 11   | Club Deportivo Maldonado   | 36  | 33 | 10 | 6  | 17 | 42 | 60 | -18  |
| 12   | Club Atlético JuventudP    | 34  | 33 | 8  | 10 | 15 | 35 | 48 | -13  |
| 13   | Paysandú Bella Vista       | 32  | 33 | 8  | 8  | 17 | 40 | 54 | -14  |
| 14   | Rocha Fútbol ClubP         | 32  | 33 | 8  | 8  | 17 | 50 | 77 | -27  |
| 15   | Liverpool Fútbol Club      | 31  | 33 | 7  | 10 | 16 | 31 | 55 | -24  |
| 16   | Frontera Rivera Chico      | 29  | 33 | 8  | 5  | 20 | 46 | 76 | -30  |
| 17   | Huracán Buceo              | 26  | 33 | 6  | 8  | 19 | 37 | 59 | -22  |
| 18   | Villa EspañolaP            | 14  | 17 | 3  | 5  | 9  | 24 | 40 | -16  |

|  | Qualification pour la Copa Libertadores 2001                                                                |
|  | Qualification pour la Liguilla pré-Libertadores                                                             |
|  | Participation au barrage de promotion-relégation                                                            |
|  | Relégation directe en deuxième division                                                                     |
|  | T : Tenant du titre Ouv : Vainqueur du Tournoi Ouverture Clo : Vainqueur du Tournoi Clôture P : Promu de D2 |

- C'est un classement cumulé des trois dernières saisons qui détermine la formation devant disputer le barrage de promotion-relégation.

### Barrage de promotion-relégation
| Équipe 1                   | Résultat | Équipe 2              | Aller | Retour |
| -------------------------- | -------- | --------------------- | ----- | ------ |
| Centro Atlético Fénix (D2) | 1 - 0    | Frontera Rivera Chico | 0 - 0 | 1 - 0  |

### Liguilla pré-Libertadores
Les clubs classés entre la 2e et la 7e place disputent la Liguilla pour déterminer les qualifiés pour la Copa Libertadores
| Rang | Équipe                  | Pts | J | G | N | P | Bp | Bc | Diff |  | Résultats (▼ dom., ► ext.) | Def | Peñ | Dan | Cer | Tac | Ren |
| ---- | ----------------------- | --- | - | - | - | - | -- | -- | ---- |  | -------------------------- | --- | --- | --- | --- | --- | --- |
| 1    | Defensor Sporting Club  | 13  | 5 | 4 | 1 | 0 | 17 | 5  | +12  |  | Defensor Sporting Club     |     | 2-2 | 4-1 | 4-1 | 3-0 | 4-1 |
| 2    | Club Atlético Peñarol   | 11  | 5 | 3 | 2 | 0 | 15 | 4  | +11  |  | Club Atlético Peñarol      |     |     | 1-1 | 3-1 | 3-0 | 6-0 |
| 3    | Danubio Fútbol Club     | 10  | 5 | 3 | 1 | 1 | 9  | 6  | +3   |  | Danubio Fútbol Club        |     |     |     | 4-1 | 1-0 | 2-0 |
| 4    | Club Atlético Cerro     | 4   | 5 | 1 | 1 | 3 | 8  | 15 | -7   |  | Club Atlético Cerro        |     |     |     |     | 2-1 | 3-3 |
| 5    | Tacuarembó Fútbol Club  | 3   | 5 | 1 | 0 | 4 | 3  | 9  | -6   |  | Tacuarembó Fútbol Club     |     |     |     |     |     | 2-0 |
| 6    | Club Atlético Rentistas | 1   | 5 | 0 | 1 | 4 | 4  | 17 | -13  |  | Club Atlético Rentistas    |     |     |     |     |     |     |

|  | Qualification pour la Copa Libertadores 2001 |

## Bilan de la saison
| Championnat d'Uruguay de football 2000 |                                        |
| Champion                               | Club Nacional de Football (37e titre)  |
| Qualifications continentales           |                                        |
| Copa Libertadores 2001                 | Club Nacional de Football              |
| Copa Libertadores 2001                 | Defensor Sporting Club                 |
| Copa Libertadores 2001                 | Club Atlético Peñarol                  |
| Copa Mercosur 2001                     | Club Nacional de Football              |
| Copa Mercosur 2001                     | Club Atlético Peñarol                  |
| Promotions et relégations              |                                        |
| Promus en Primera División             | Centro Atlético Fénix                  |
| Promus en Primera División             | Montevideo Wanderers Fútbol Club       |
| Promus en Primera División             | Central Español Fútbol Club            |
| Relégués en Primera B                  | Frontera Rivera Chico                  |
| Relégués en Primera B                  | Club Social y Deportivo Villa Española |
| Relégués en Primera B                  | Liverpool Fútbol Club                  |